# Kamil Grosicki
Kamil Paweł Grosicki (uitspraak: [ˈkamil ɡrɔˈɕitski], ong. kamiel grosjietskie ["g" als in zakdoek]; Szczecin, 8 juni 1988) is een voetballer uit Polen die doorgaans als middenvelder speelt voor Pogoń Szczecin. Hij verruilde Hull City in januari 2020 voor West Bromwich Albion. Grosicki debuteerde in 2008 in het Pools voetbalelftal.

## Clubcarrière
Grosicki stroomde door vanuit de jeugd van Pogoń Szczecin. Hij wekte hier de interesse van Legia Warschau, dat hem in juli 2007 aantrok. Grosicki stond twee jaar onder contract bij de Poolse topclub, maar speelde een jaar daarvan op huurbasis voor andere teams. Legia verhuurde hem in februari 2008 aan FC Sion en in januari 2009 aan Jagiellonia Białystok. Die laatstgenoemde club nam hem in juli 2009 definitief over.
Grosicki groeide bij Jagiellonia uit tot basiskracht, waarna hij in januari 2011 vertrok naar Sivasspor. Hiervoor speelde hij in drie jaar negentig wedstrijden in de Süper Lig, waarvan meer dan 80% in de basis. Toen Roberto Carlos in juni 2013 aantrad als coach, slonken zijn speelkansen. Vijf wedstrijden in zes maanden later verruilde hij Sivasspor voor Stade Rennais. Bij de Franse club lukte het hem drie jaar niet om een vaste basisspeler te worden.
Dit lukte Grosicki wel weer nadat hij in januari 2017 werd verkocht aan Hull City. Hij speelde met de Engelse club in zijn eerste halfjaar twaalf wedstrijden in de Premier League en in de 2,5 seizoen die daarop volgden meer dan honderd wedstrijden in de Championship.

## Interlandcarrière

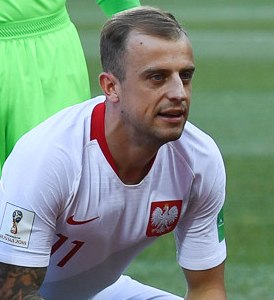
Grosicki met Polen tijdens het WK 2018

Grosicki debuteerde op 2 februari 2008 onder bondscoach Leo Beenhakker in het Pools voetbalelftal, in een met 1–0 gewonnen oefeninterland tegen Finland. Nadat hij twee weken later zijn tweede interland speelde, moest hij tot oktober 2009 wachten tot bondscoach Stefan Majewski hem zijn derde gunde en daarna tot september 2010 voor zijn vierde, onder Franciszek Smuda. Smuda nam hem twee jaar daarna mee naar het EK 2012 zijn eerste eindtoernooi. Hierop kwam hij één keer in actie, als invaller.
Grosicki maakte op 7 september 2014 zijn eerste en tweede doelpunt voor de nationale ploeg. Hij schoot Polen toen zowel op 0–1 als op 0–2 in een met 0–7 gewonnen kwalificatiewedstrijd voor het EK 2016 in en tegen Gibraltar. Tegen datzelfde Gibraltar maakte hij in diezelfde kwalificatiereeks exact een jaar later ook zijn derde en vierde interlanddoelpunt. Dit waren opnieuw de eerste twee Poolse doelpunten die wedstrijd, deze keer in een 8–1 overwinning. Grosicki speelde die kwalificatiereeks in op een na alle wedstrijden. Hij scoorde daarin ook tegen IJsland, Tsjechië en Finland (2x). Grosicki behoorde ook tot de selectie van bondscoach Adam Nawałka op het EK zelf. Hierop speelde hij in alle vijf de wedstrijden die de Polen tijdens dat toernooi actief waren. Zijn landgenoten en hij werden in de kwartfinale na strafschoppen uitgeschakeld door Portugal (1–1, 3–5). Jakub Błaszczykowski was de enige speler die miste.
Nadat hij ook in de kwalificatiereeks voor het WK 2018 op een na alle wedstrijden speelde, nam Nawałka Grosicki ook mee naar het WK in Rusland. Hierop speelde hij drie wedstrijden, waarna de Polen waren uitgeschakeld. Grosicki werd op 29 mei 2024 door bondscoach Michał Probierz opgenomen in de voorlopige Poolse selectie voor het EK 2024 in Duitsland. Op 7 juni 2024 werd hij ook opgenomen in de definitieve selectie. Polen werd in de groepsfase uitgeschakeld met nederlagen tegen Nederland (1–2) en Oostenrijk (1–3) en een gelijkspel tegen Frankrijk (1–1). Grosicki kwam op het toernooi enkel in actie als invaller tegen Oostenrijk.

## Erelijst
- Legia Warschau
  - Winnaar Puchar Polski: 1 (2007)
- Jagiellonia Białystok
  - Winnaar Puchar Polski: 1 (2010)
  - Winnaar Poolse Supercup: 1 (2010)
- Stade Rennais
  - Finalist Coupe de France: 1 (2014)